# 弹跳岩
弹跳岩（Bounce Rock）是在火星珍珠湾区（MC-19）发现的一块主要为辉石的橄榄球大小的岩石。2004年4月，火星探测漫游者 “机遇号”发现并观测到了这块岩石，该岩石也因机遇号在着陆阶段弹跳停止中碰撞到它而得名。
弹跳石与地球上发现的“休格地陨石”有惊人的相似之处，该种陨石被认为是来自火星的辉玻无粒陨石。
博波卢陨击坑被确定为是弹跳岩的可能来源地。

## 另请查看
- 火星岩石列表——维基媒体列表条目
- 勇气号和机遇号访问过的火星表面特征列表